# Schardenberg
Schardenberg är en ort och kommun i Österrike. Den ligger i distriktet Schärding i förbundslandet Oberösterreich, 210 kilometer väster om huvudstaden Wien. Kommunen gränsar i väster mot floden Inn som här är gräns mot Bayern i Tyskland.
Kommunen består av 14 orter (Ortschaften) (inom parentes invånarantal 1 januari 2024):

- Achleiten (102)
- Asing (108)
- Bach (47)
- Dierthalling (42)
- Englhaming (30)
- Fraunhof (75)
- Gattern (312)
- Grub (262)
- Ingling (166)
- Lindenberg (89)
- Luck (84)
- Schardenberg (913)
- Schönbach (88)
- Winkl (154)